# Lex Aronson
Alexander Leendert Aronson (Amsterdam, 20 december 1934 - Bagdad, 15 december 1975) was een Nederlands hulpverlener die geëxecuteerd werd in Irak.
Aronson, die van Joodse komaf was, zat gedurende de Tweede Wereldoorlog gevangen in concentratiekamp Bergen-Belsen. In Londen volgde hij na de oorlog een opleiding tot verpleegkundige. Hij emigreerde in 1955 naar Israël en reisde zes jaar als hulpverlener de wereld rond om in 1962 in Amsterdam terug te keren. Hij huwde in 1964 en kreeg datzelfde jaar een zoon. Eind jaren '60 werkte hij voor het Rode Kruis in Afrika en later in India.
Vanaf augustus 1974 ging hij hulp organiseren voor Koerden in Noord-Irak. Op 25 maart 1975 werd hij gearresteerd door het regime van Saddam Hoessein en werd hij beschuldigd van spionage voor Israël, wapenbezit en het bezit van geheime documenten. Hiervoor werd hij schuldig bevonden door een revolutionair tribunaal. Op 3 november werd bericht dat Aronson was opgehangen maar dit bleek onjuist. In maart 1976 werd bekend dat hij op 15 december geëxecuteerd was. Hij werd op 21 mei 1976 op de joodse begraafplaats in Muiderberg begraven.